# 弗里奧鎮區 (阿肯色州沃希托縣)
弗里奧鎮區（英語：Freeo Township）是位於美國阿肯色州沃希托縣的一個行政鎮區。

## 地方資料
弗里奧鎮區的面積為104.98平方千米，當中陸地面積為104.83平方千米，而水域面積為0.15平方千米。根據2010年美國人口普查的數據，當地共有人口401人，而人口密度為每平方千米3.82人。